# هایدلاند
هایدلاند (به آلمانی: Heideland) یک شهر در آلمان است که در زاله‌هلتسلاند واقع شده‌است. هایدلاند ۱٬۸۴۳ نفر جمعیت دارد.